# 求求罗香
求求罗香（[Commiphora wightii] 错误：{{Langx}}：文本有斜体标记（帮助），或）是橄榄科没药树属灌木或小乔木，也叫穆库没药、穆库尔没药，分布于印度、巴基斯坦以及阿曼佐法尔。
求求罗香的树脂为古代佛经中记载的求求罗香，亦作窶具攞、窭具罗、掘具罗、局崛罗、拙具罗香、拙具罗、拙贝罗香。中国早期古籍记载的安息香或安悉香即求求罗香，后期古籍记载以及现代所说的安息香为安息香科安息香属植物的树脂。

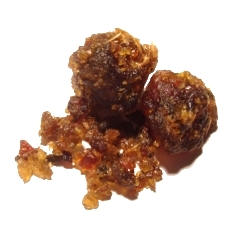
求求罗香
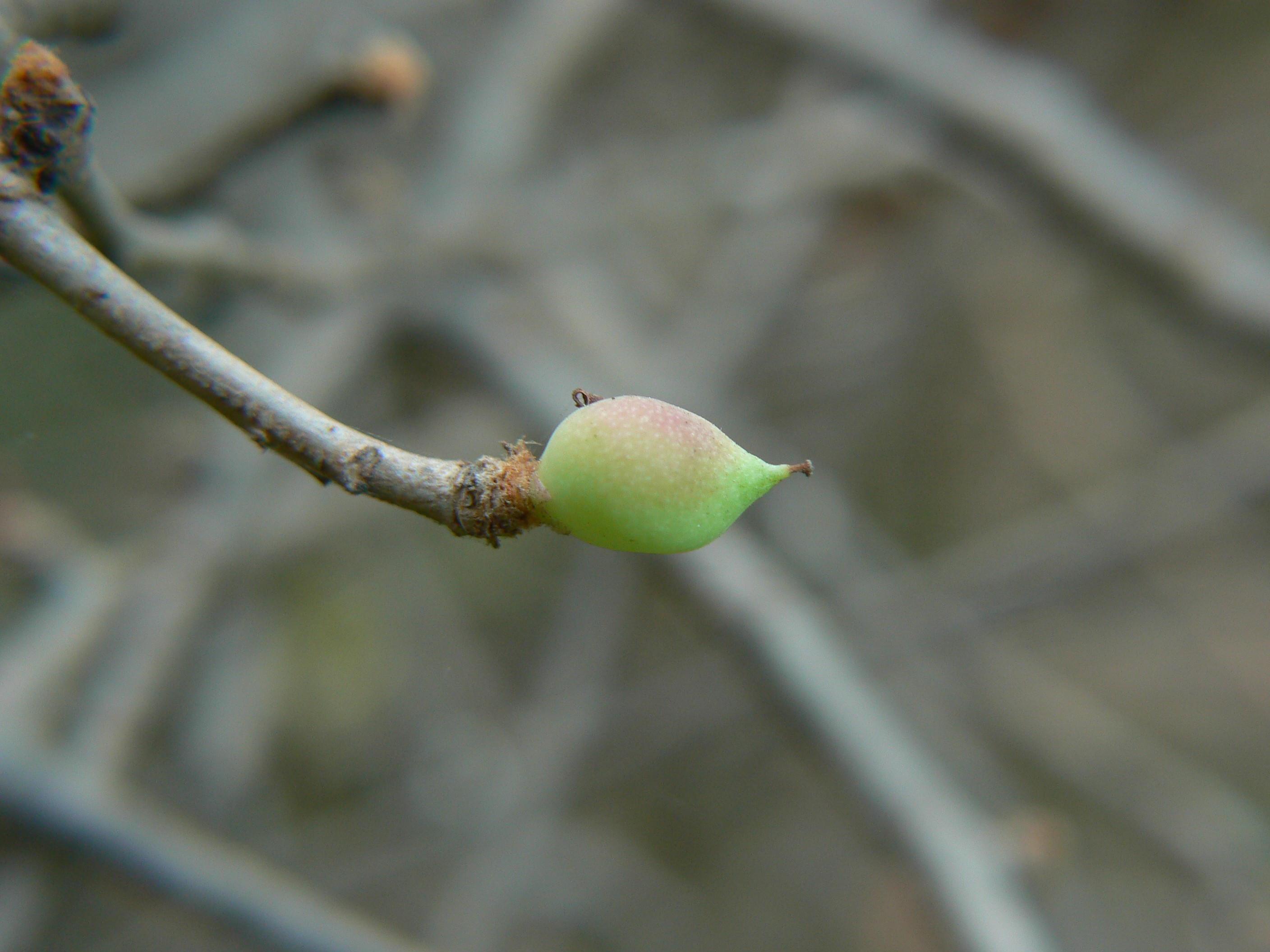
求求罗香果实
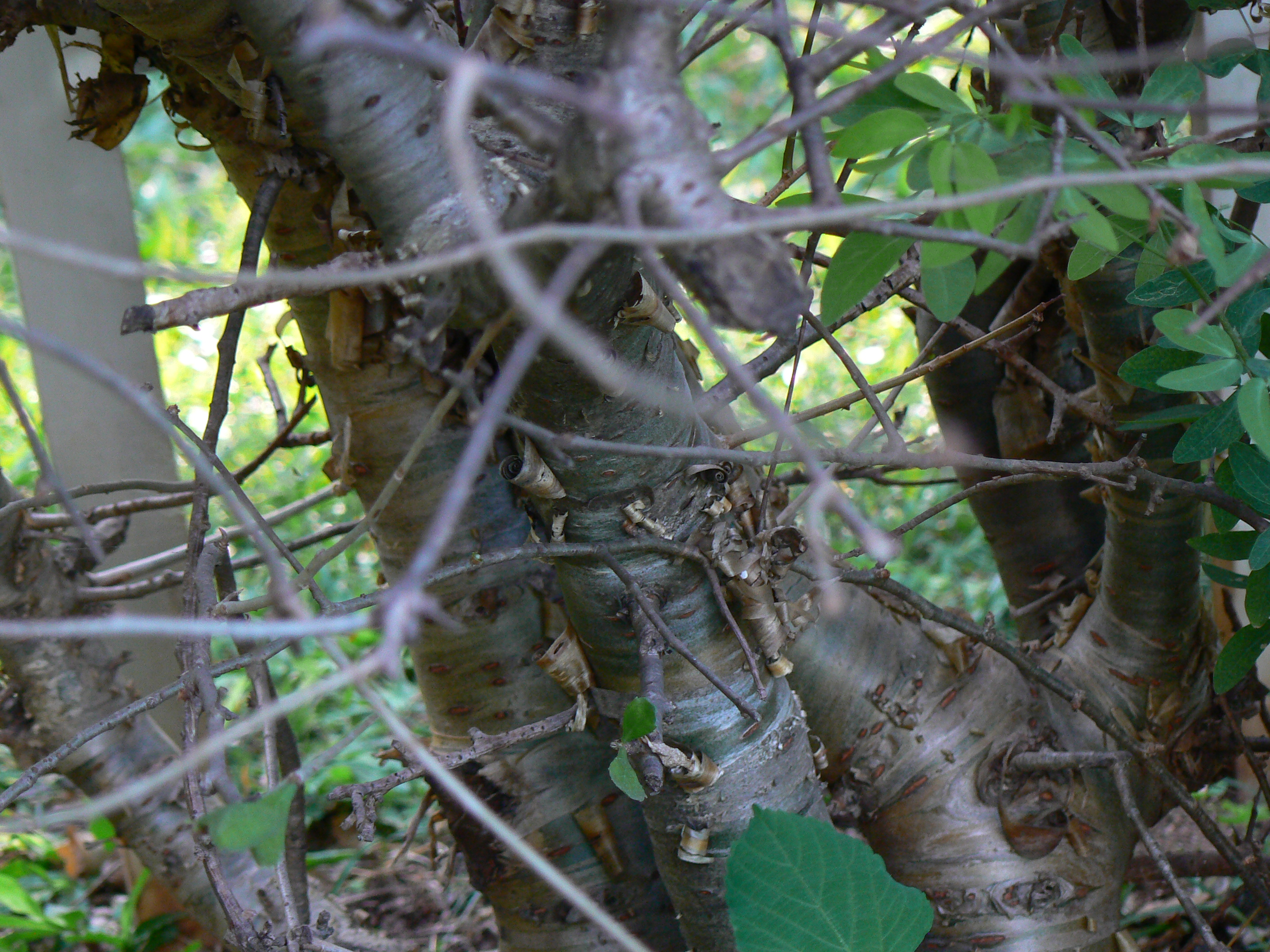
求求罗香树干